# Фортеця і миза Поркуні
Фортеця і миза Поркуні (ест. Porkuni piiskopilinnus, нім. Schloss Borkholm). На острові в озері Поркуні, з якого витікає річка Валгейигі в 1479 р. заснував свою головну фортецю талліннський єпископ Симон фон дер Борх. Він імені єпископа одержала свою назву і миза. Фортеця типу лагерної кастелі, оточена потужною стіною, була зруйнована в 1558 р. під час Лівонської війни. Від неї залишилася тільки воротна башта, в якій розташований Естонський музей вапняку.
Миза пізніше заснована на місці фортеці, в XVII-XVIII ст. належала фон Тізенгаузенам, а з 1835 р. –фон Ессенам та їх нащадкам фон Ранненкампфам. Представницький панський будинок в стилі історицизму було побудовано в 1870-74 рр. Людвигом Отто фон Ренненкампфом. В будинку з елементами неоготики, тюдорського стилю та неоренессансу, є восьмигранна кутова башта з покрівлею-«шапочкою», а всередині – ступінчастий фронтон з башточками в тюдорському стилі.
Частина садиби залишалася у володінні Ренненкампфів до 1939 р. В 1924 р. в мизі було засновано школу для дітей з дефектами слуху, новий будинок якої був побудований в 1955 р. в стилі неокласицизму навпроти колишнього панського будинку на протилежному кінці «кола пошани». Школа перебуває в мизі і понині. 